# Plectorrhiza
Plectorrhiza là một chi thực vật có hoa trong họ, Orchidaceae.